# Pośrednie Białczańskie Wrótka
Pośrednie Białczańskie Wrótka (słow. Prostredné bielovodské vrátka, ok. 2075 m) – wąska przełączka w Żabiej Grani na granicy polsko-słowackiej. Znajduje się pomiędzy Skrajną Białczańską Basztą (ok. 2085 m) a Pośrednią Białczańską Basztą (ok. 2090 m). W stronę Zadniej Baszty grań podnosi się od przełączki dość łagodnie, natomiast Pośrednia Baszta opada na nią pionowym, uskokiem o wysokości około 15 m. Na południowo-wschodnią stronę, do Białczańskiego Kociołka w Dolinie Żabiej Białczańskiej opada z przełączki kominek o wysokości 30 m. Na północny zachód (na polską stronę) z przełączki opada skalisto-trawiasty żlebek o deniwelacji około 40 m. Uchodzi do żlebka opadającego ze Skrajnych Białczańskich Wrótek.

## Taternictwo
Zachodnie ściany Białczańskich Baszt udostępnione są do uprawiania taternictwa. Na Pośrednie Białczańskie Wrótka prowadzi jedna droga wspinaczkowa. Jest też droga prowadząca granią Białczańskich Baszt. Strona wschodnia (słowacka) znajduje się w zamkniętym dla turystów i taterników obszarze ochrony ścisłej Tatrzańskiego Parku Narodowego.
1. Północno-zachodnim żlebkiem; z podścianowych trawników; II w skali tatrzańskiej[2]
2. Granią od Pośredniej Białczańskiej Przełęczy do Żabich Wrótek. Pierwsze przejście: Edward W. Janczewski 25 lipca 1909 r. Obecna wycena tego przejścia to II, czas przejścia 30 min[2]. Pierwsze przejście zimowe: Alojz Krupitzer i w. Spitzkopf 30 kwietnia 1936 roku[4].